# Mobiler Seefunkdienst

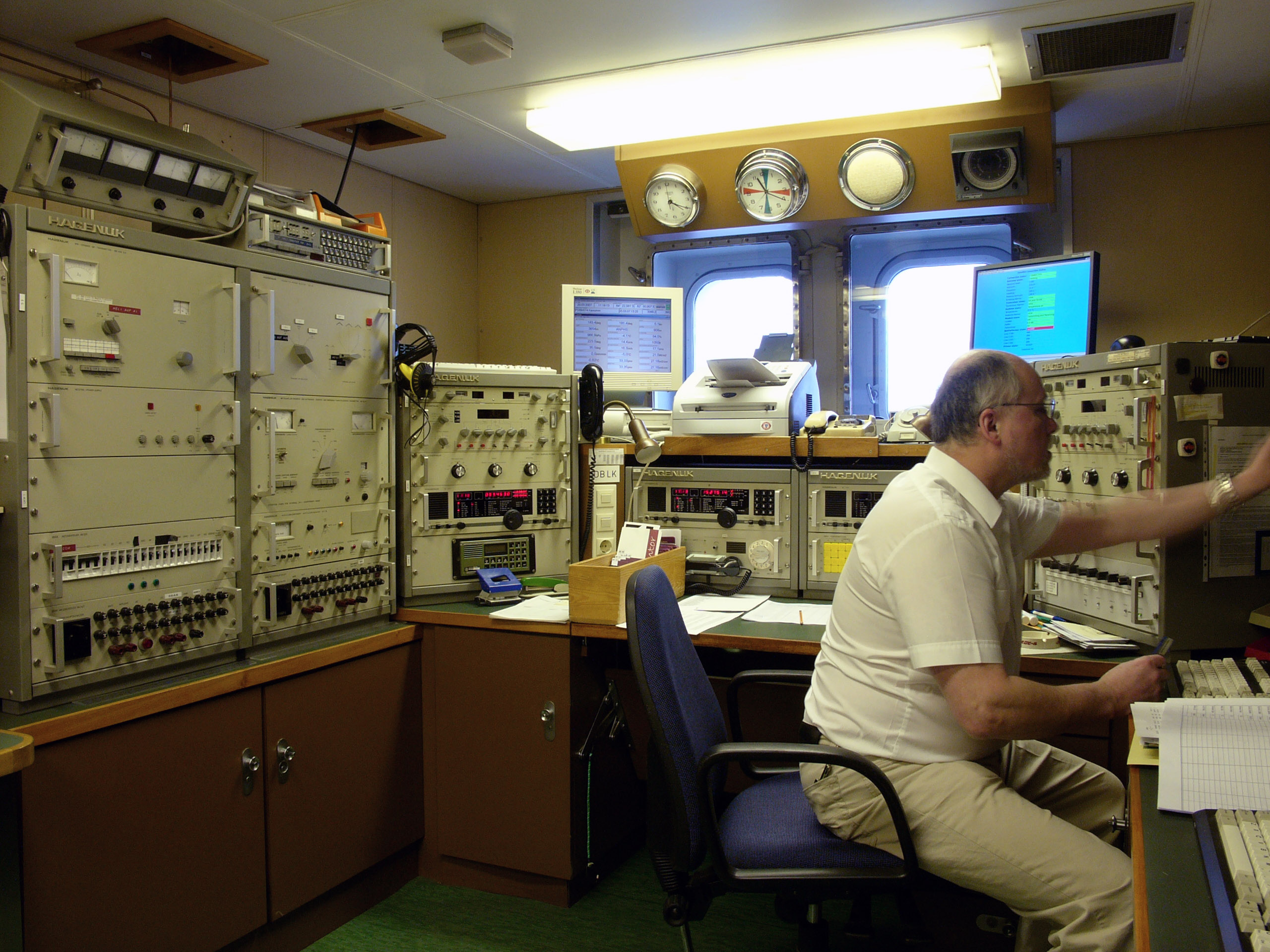
Funkraum auf dem deutschen Forschungsschiff Polarstern (2007)

Der Mobile Seefunkdienst (englisch maritime mobile service) ist gemäß Definition der Internationalen Fernmeldeunion ein Mobilfunkdienst zwischen Küstenfunkstellen und Seefunkstellen oder zwischen Seefunkstellen oder zwischen zugeordneten Funkstellen für den Funkverkehr an Bord; Rettungsgerätfunkstellen und Funkbaken zur Kennzeichnung der Notposition dürfen ebenfalls an diesem Funkdienst teilnehmen.
Die VO Funk kategorisiert diesen Funkdienst wie folgt:
- Mobilfunkdienst (Artikel 1.24)
  - Mobiler Seefunkdienst (Artikel 1.28)
    - Mobiler Seefunkdienst über Satelliten (Artikel 1.29)
    - Hafenfunkdienst (Artikel 1.30)
    - Schiffslenkungsfunkdienst (Artikel 1.31)

## Geschichte

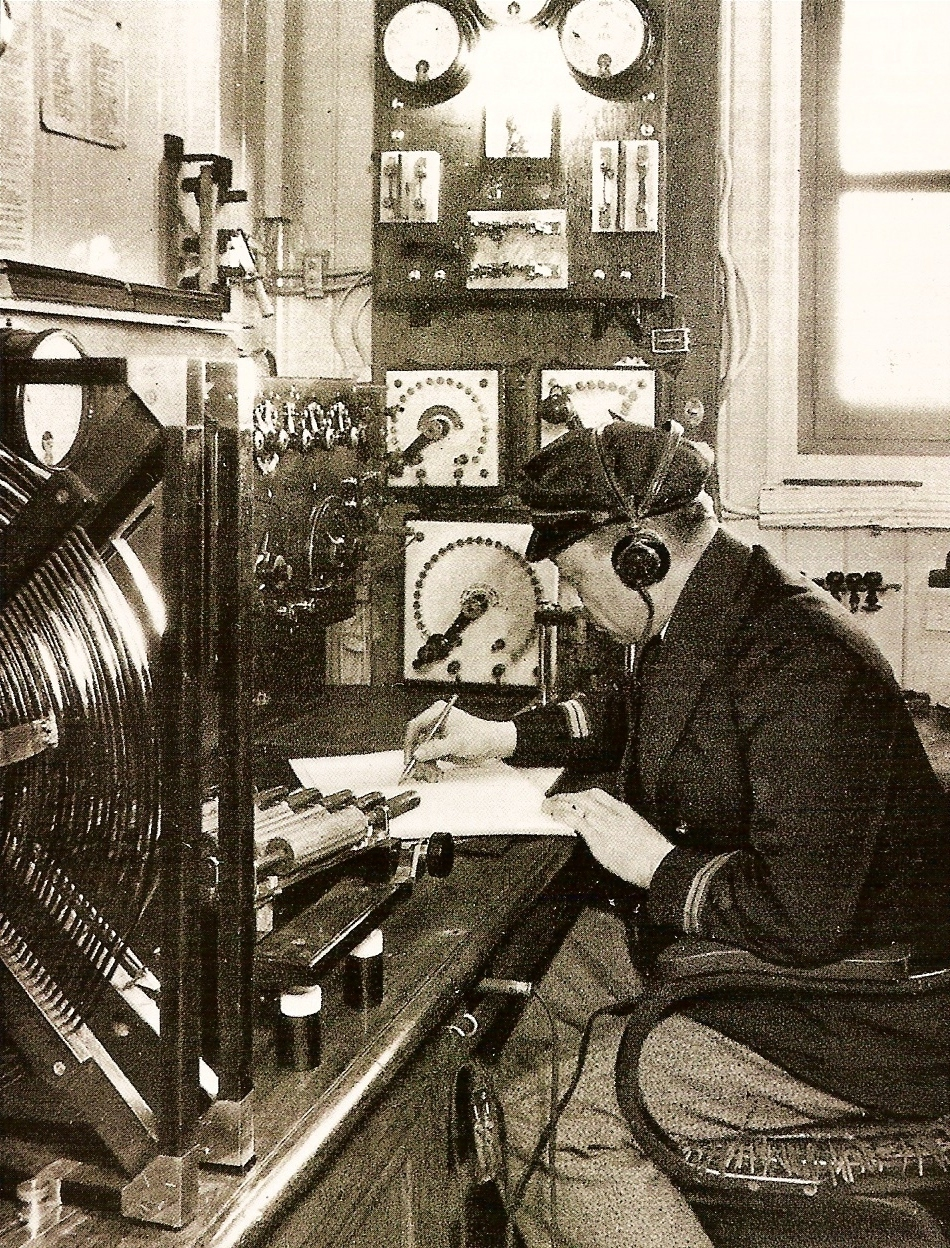
Seefunkstelle eines Frachters um 1922

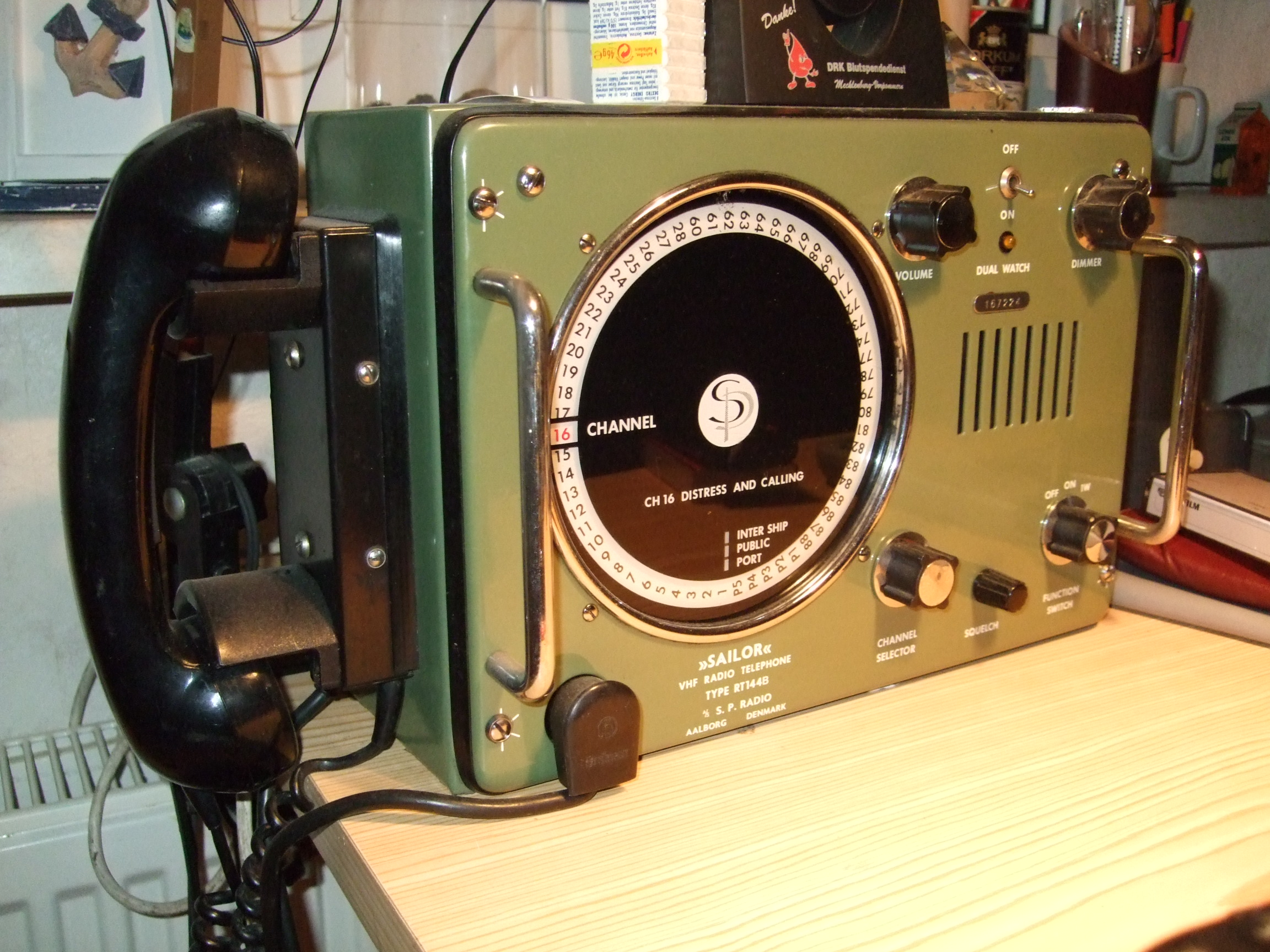
Altes UKW-Funkgerät der Marke „Sailor“, VHF-Radio-Telephone, Typ RT144B

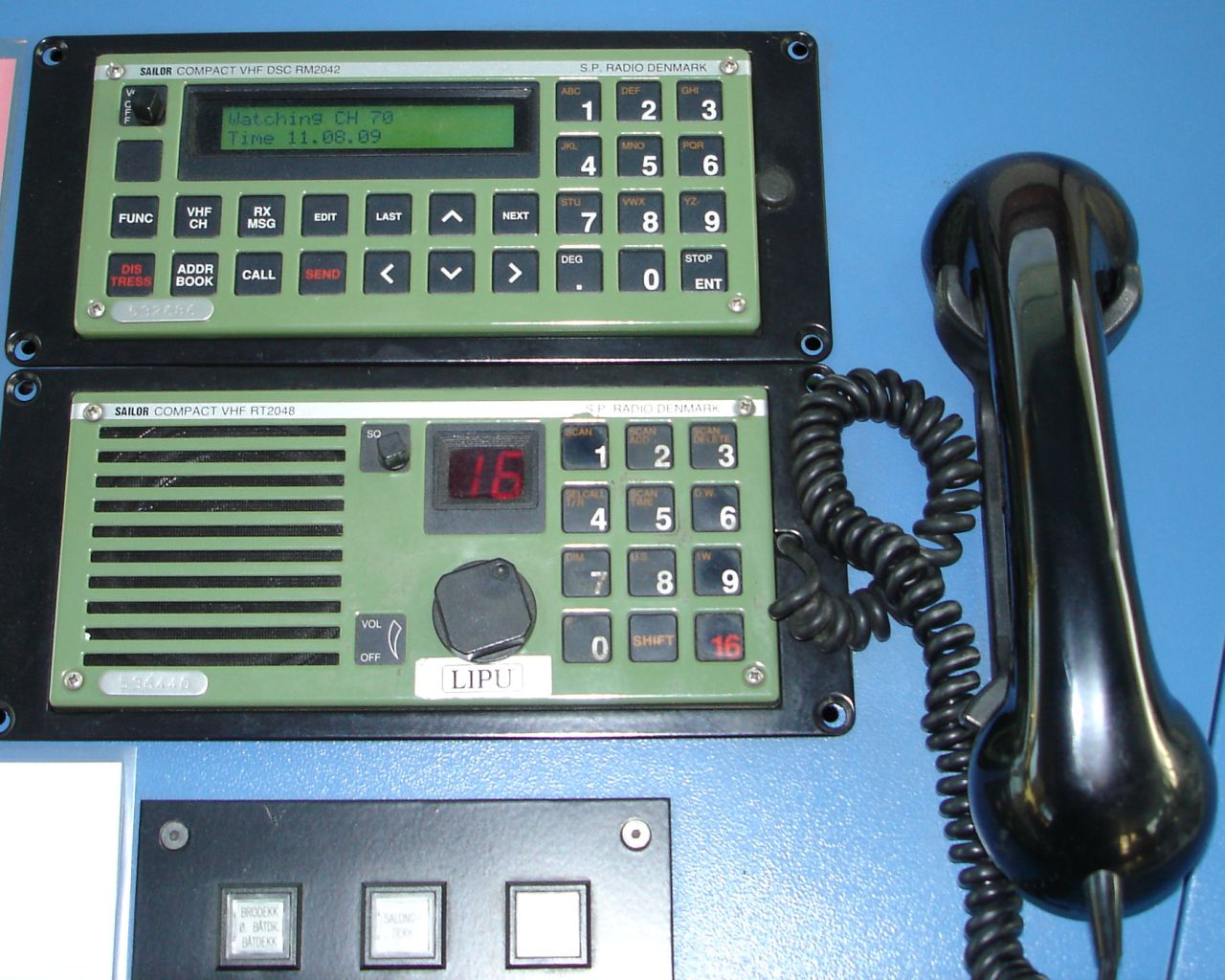
VHF-Funkgerät mit DSC

Der Seefunk ist eine der ältesten Anwendungen der Radiokommunikation und wurde schon früh international geregelt. Für die Schifffahrt war die Möglichkeit, per Funk mit anderen Schiffen oder mit dem Land in Verbindung zu treten, seit der Erfindung von großer Bedeutung.
Obwohl die Telegrafie an Land schon lange bekannt war und an Land teils schon Telefonie verfügbar war, bestand der Funkverkehr ab 1900 ausschließlich aus Nachrichten, die mit Hilfe des Morsealphabets über die Funken-Telegrafie (Tastfunk) übermittelt wurden. Erstmals in der Geschichte der Seefahrt konnten Schiffe auf See über die optische Sicht hinaus miteinander in Verbindung treten, um ihre Ankunft anzukündigen oder um Hilfe zu rufen.
Als erstes Funken-Telegrafisches Notsignal (FT-Notruf) in der Geschichte der Seefahrt legte 1904 die britische Marconi Company zunächst die Buchstabengruppe CQD (Morsecode: −•−•  −−•−  −••) fest. Das auffälligere SOS (••• −−− •••) wurde nach der Bestätigung durch alle seefahrenden Nationen erst zum 1. Juli 1908 als Seenotsignal offiziell eingeführt. Die USA erkannten das neue Zeichen SOS erst 1912 an.
Nach dem Untergang der Titanic im April 1912 wurde der Funkverkehr auf See neu geregelt: Für alle Schiffe auf See galt ab sofort rund um die Uhr eine Abhörpflicht auf der Notruffrequenz 500 kHz auf Mittelwelle. Nachrichten, die nicht dem Anrufen oder dem Mitteilen von Notsignalen dienten, durften nur noch jenseits dieser Frequenz gefunkt werden.
Mit Aufkommen des Sprechfunks auf See wurde die Kommunikation erheblich vereinfacht und beschleunigt. Dadurch wurde das Notrufzeichen SOS per Tastfunk durch das Notrufzeichen MAYDAY auf dem UKW-Kanal 16 und MF/HF ersetzt. Die Abhörpflicht besteht auf UKW-Kanal 16 bis heute; sie wurde für Grenz- und Kurzwelle durch eine Verpflichtung ersetzt und bei UKW ergänzt, einen DSC-Wachempfänger zu betreiben.
DSC-fähige UKW-Seefunkanlagen haben immer automatisch den UKW-Kanal 70 eingeschaltet. Auf diesem können digitale Notrufe mit Positionsangaben empfangen und gegebenenfalls gesendet werden. Bei DSC-fähigen Mittel-, Grenz- und Kurzwellenanlagen überwacht ein integrierter Wachempfänger laufend die DSC-Alarmierungsfrequenzen und bei Bedarf weitere DSC-Frequenzen für Routineanrufe im Mittel- und Kurzwellenbereich.
Die internationalen rechtlichen Grundlagen des Seefunks sind festgelegt im SOLAS-Übereinkommen (International Convention for the Safety of Life at Sea) sowie in der Vollzugsordnung für den Funkdienst, die die Konstitution und Konvention der Internationalen Fernmeldeunion ergänzt.
Bis 2001 erschienen die Mitteilungen für Seefunkstellen.

## Frequenzbänder
Dem Seefunkdienst sind Frequenzbänder auf Ultrakurzwelle (UKW), Mittelwelle (MW), Grenzwelle (GW) und Kurzwelle (KW) zugewiesen. Im UHF-Bereich stehen überdies einige Frequenzen für den Funkverkehr an Bord zur Verfügung.
| Bereich | Bereich  | Frequenzbereich [kHz] | Frequenzbereich [kHz] | DSC-Anruf Not/ Dringlichkeit/ Sicherheit | Notfrequenz             | Notfrequenz             | DSC-Routineanruf in Richtung | DSC-Routineanruf in Richtung | Bemerkungen      |
| Bereich | Bereich  | von                   | bis                   | DSC-Anruf Not/ Dringlichkeit/ Sicherheit | Sprechfunk              | Telex                   | Schiff                       | Land                         | Bemerkungen      |
| MW      |          | 415,0                 | 526,5                 | -                                        | -                       | -                       | 455,5                        | 458,5                        |                  |
| GW      |          | 1605,0                | 3800,0                | 2187,5                                   | 2182,0                  | 2174,5                  | 2177,0                       | 2189,5                       |                  |
| KW      | HF04     | 4000,0                | 4438,0                | 4207,5                                   | 4125,0                  | 4177,5                  | 4219,5                       | 4208,0                       |                  |
| KW      | HF06     | 6200,0                | 6525,0                | 6312,0                                   | 6215,0                  | 6268,0                  | 6331,0                       | 6312,0                       |                  |
| KW      | HF08     | 8100,0                | 8815,0                | 8414,5                                   | 8291,0                  | 8376,0                  | 8436,5                       | 8415,0                       |                  |
| KW      | HF12     | 12230,0               | 13200,0               | 12577,0                                  | 12290,0                 | 12520,0                 | 12657,0                      | 12577,5                      |                  |
| KW      | HF16     | 16360,0               | 17410,0               | 16804,5                                  | 16420,0                 | 16895,0                 | 16903,0                      | 16805,0                      |                  |
| KW      | HF18     | 18780,0               | 18900,0               | -                                        | -                       | -                       | -                            | 18898,5                      |                  |
| KW      | HF18     | 19680,0               | 19800,0               | -                                        | -                       | -                       | 19703,5                      | -                            |                  |
| KW      | HF22     | 22000,0               | 22855,0               | -                                        | -                       | -                       | 22444,0                      | 22374,5                      |                  |
| KW      | HF22     | 23000,0               | 23200,0               | -                                        | -                       | -                       | -                            | -                            |                  |
| KW      | HF22     | 23350,0               | 24000,0               | -                                        | -                       | -                       | -                            | -                            |                  |
| KW      | HF26     | 25010,0               | 25550,0               | -                                        | -                       | -                       | -                            | 25208,5                      |                  |
| KW      | HF26     | 26100,0               | 26175,0               | -                                        | -                       | -                       | 26121,0                      | -                            |                  |
| KW      | HF26     | 26175,0               | 27500,0               | -                                        | -                       | -                       | -                            | -                            | (inkl. ISM-Band) |
| VHF     |          | 156000,0              | 162000,0              | 156525,0 (Kanal 70)                      | 156800,0 (Kanal 16)     | -                       | Kanal 70                     | Kanal 70                     |                  |
| UHF     |          | 457512,5              | 457587,5              | nur Funkverkehr an Bord                  | nur Funkverkehr an Bord | nur Funkverkehr an Bord | nur Funkverkehr an Bord      | nur Funkverkehr an Bord      |                  |
| UHF     | 467512,5 | 467587,5              |                       | nur Funkverkehr an Bord                  | nur Funkverkehr an Bord | nur Funkverkehr an Bord | nur Funkverkehr an Bord      | nur Funkverkehr an Bord      |                  |

Für die HF-Bänder stehen je zwei weitere DSC-Frequenzpaare 0,5 und 1 kHz höher für die Routineanrufe zwischen Schiffen und Landfunkstellen auf internationaler Basis bereit; auf Grenz- und Kurzwelle können Küstenfunkstellen auf nationaler Basis weitere DSC-Frequenzen für Routineanrufe zugeteilt werden, die für nationale Anrufe bevorzugt benutzt werden sollen; siehe z. B. Lyngby Radio.

### Mittelwelle (MW)
Die Frequenzen der Mittelwelle wurden im Seefunkverkehr zur Kommunikation per Tastfunk/Kommunikation per Morsezeichen verwendet. Die Frequenz 500 kHz war dem Funk für Notfallverkehr sowie SOS-Rufen vorbehalten. In der modernen Seefahrt sowie in der Sportschifffahrt spielt dieser Frequenzbereich für den Schiff-Schiff und -Land-Verkehr keine Rolle mehr. Allerdings werden die Frequenzen 490 kHz und 518 kHz von NAVTEX für Land-Schiffs-Fernschreib-Rundsendungen des Not- und Sicherheitsverkehrs verwendet, welches für ausrüstungspflichtige Schiffe verpflichtend und für alle anderen empfohlen ist.
Auf Mittelwelle kann mit einer Reichweite bis 1500 Seemeilen gefunkt werden.

### Grenzwelle (GW)
Für den Funkverkehr auf Grenzwelle ist für die Berufsschifffahrt das allgemeine Betriebszeugnis für Funker (GOC) und für die Sportschifffahrt das allgemeine Funkbetriebszeugnis (LRC) als Funkzeugnis vorgeschrieben.
Auf Grenzwelle kann tagsüber mit einer Reichweite von bis zu 150 Seemeilen und ab der Dämmerung mit einer Reichweite von über 2000 Seemeilen gefunkt werden.

### Kurzwelle (KW)
Für den Funkverkehr auf Kurzwelle ist für die Berufsschifffahrt das allgemeine Betriebszeugnis für Funker (GOC) und für die Sportschifffahrt das allgemeine Funkbetriebszeugnis (LRC) als Funkzeugnis vorgeschrieben.
Auf Kurzwelle kann mit weltweiter Reichweite gefunkt werden.

### Ultrakurzwelle (UKW)

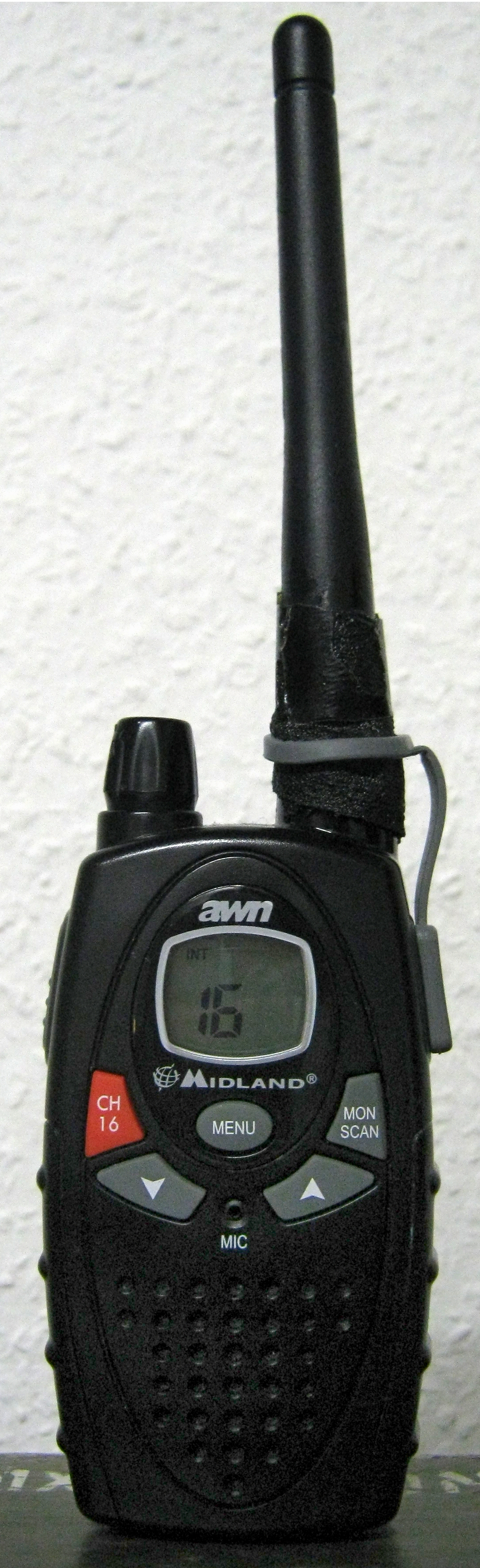
UKW-Funkstelle für den Funkverkehr an Bord, eine mobile Funkstelle geringer Leistung des mobilen Seefunkdienstes.

Der Funk auf den Frequenzen der Ultrakurzwelle ist heute immer noch von hoher Bedeutung: Der Funkverkehr zwischen nah beieinander befindlichen Seefunkstellen, zwischen Seefunkstellen und Küstenfunkstellen in Küstennähe sowie der Funkverkehr des internen Bordfunks werden üblicherweise darüber abgewickelt. Auf UKW kann bis zu einer Entfernung von zirka 30 Seemeilen gefunkt werden.
Die gesamte Schifffahrt ist verpflichtet, auf UKW den DSC-Kanal 70 ständig zu überwachen.
Für den Funkverkehr auf UKW ist für die Berufsschifffahrt das beschränkt gültige Betriebszeugnis für Funker (ROC) und für die Sportschifffahrt das beschränkt gültige Funkbetriebszeugnis (SRC) als Funkzeugnis vorgeschrieben.

### Dezimeterwelle (UHF)
Im UHF-Bereich sind dem mobilen Seefunkdienst auf zwei je 75 kHz breiten Frequenzbändern jeweils fünf Kanäle im 12,5-kHz-Raster bzw. jeweils drei Kanäle im 25-kHz-Raster zugeteilt. Sie dürfen nur mit kleiner Sendeleistung für den Funkverkehr an Bord genutzt werden. Es ergeben sich 2 mal 5 (statt 6) Kanäle zu 12,5 kHz Breite, weil die Mittenfrequenzen der 25-kHz-Kanäle mitgenutzt werden. Die Mittenfrequenzen sind in Anmerkung D287 des Frequenznutzungsplans bzw. in der Allgemeinzuteilung von Frequenzen an den Seefunk festgelegt.

## Betrieb einer Seefunkstelle
Folgende Voraussetzungen sind für den Betrieb einer Seefunkstelle (bezieht sich auf Deutschland) grundsätzlich zu erfüllen:
1. Bis 31. Mai 2013 Frequenz- und Rufzeichenzuteilung (in Deutschland Frequenzzuteilungsurkunde). Seit dem 1. Juni 2013 sind die Frequenzen allgemein zugeteilt, es erfolgt nur noch eine Rufzeichenzuteilung („Nummernzuteilung“) durch die Bundesnetzagentur mit Ausstellung einer Nummernzuteilungsurkunde[10]
2. für den Seefunk zugelassene Funkgeräte (in Deutschland durch das Bundesamt für Seeschifffahrt und Hydrographie)
3. ausreichendes Funkbetriebszeugnis des Bedieners

## Rangfolge von Funkverkehr
Auf einem Kanal des Mobilen Seefunkdienstes kann immer nur ein Gespräch auf einmal abgewickelt werden. Gibt es mehrere Teilnehmer, die einen Kanal nutzen wollen, bekommt der Teilnehmer mit der Meldung der höchsten Rangfolge Vorrang. Funkverkehr wird daher in vier Klassen eingeteilt:
1. Not (engl. Distress)
2. Dringlichkeit (engl. urgency)
3. Sicherheit (engl. safety)
4. Routine (engl. routine)

### Not
Ein Notfall liegt vor, wenn Menschenleben in Gefahr sind und dringend Hilfe benötigt wird. Ziel des Funkverkehrs im Notfall ist, dass alle Schiffe in der Umgebung sofort zu Hilfe eilen, vorausgesetzt, dass sie Hilfe leisten können.
Beispiel: Mann über Bord, Schiff sinkt und muss verlassen werden, Schiff ist manövrierunfähig und droht zerschlagen zu werden, Einhandsegler ist schwer verletzt und droht zu verbluten.
Schlüsselwort: Mayday

### Dringlichkeit
Dringlichkeit liegt vor, wenn die Sicherheit einer Person oder eines Schiffes gefährdet ist. Ziel eines Dringlichkeitsrufes ist, schnell gezielte Hilfe zu bekommen.
Beispiel: Schiff leckt und ist manövrierunfähig, Feuer an Bord, das die Schwimmfähigkeit des Schiffes in nächster Zeit nicht beeinträchtigt, verletzte Person an Bord.
Schlüsselwort: Pan-pan

### Sicherheit
Eine Sicherheitsmeldung ist eine Meldung, die die Schifffahrt vor Gefahren warnen soll. Ziel von Sicherheitsmeldungen ist es, präventiv Gefahren auf See vorzubeugen.
Beispiel: Sturmwarnung, Meldung über erloschenes Leuchtfeuer, Meldung über ein neues Wrack.
Schlüsselwort: Sècurité

### Routine
Der Routineverkehr schließt jeglichen Funkverkehr ein, der nicht in eine der anderen Kategorien passt.
Beispiel: Schiff funkt einen Lotsen an, Schiff kündigt seine Ankunft im Hafen an, zwei Segler verabreden sich zum gemeinsamen Abendessen.
Routinemeldungen werden ohne Schlüsselwort übertragen. 

### Historische Regelung
Bis zur Einführung des GMDSS gab es folgende Rangfolge des Verkehrs im internationalen Seefunkdienst:
1. Notanrufe, Notmeldungen und Notverkehr
2. Verkehr, der mit dem Dringlichkeitszeichen eingeleitet wird
3. Verkehr, der mit dem Sicherheitszeichen eingeleitet wird
4. Verkehr, der Funkpeilungen betrifft
5. Verkehr, der die Navigation und die Flugsicherheit der Luftfahrzeuge betrifft, die an Such- und Rettungsarbeiten beteiligt sind
6. Verkehr, der die Navigation, die Fahrt- bzw. Flugsicherheit und die Bedürfnisse der See- und Luftfahrzeuge betrifft; sowie Wetterbeobachtungsmeldungen für einen amtlichen Wetterdienst
7. ETATPRIORITE – Funktelegramme, die sich auf die Anwendung der Charta der Vereinten Nationen beziehen
8. ETATPRIORITE – Funktelegramme, Staatsfunktelegramme mit Vorrang sowie Staatsfunkgespräche und Staatsfunkschreiben, für die ausdrücklich Vorrang verlangt worden ist
9. dienstlicher Verkehr, der die Wahrnehmung des Fernmeldedienstes oder den bereits abgewickelten Verkehr betrifft
10. Staatsfunktelegramme (==ETAT==), Staatsfunkgespräche mit Vorrang sowie Staatsfunkgespräche mit Ausnahme der unter 8 genannten, sowie gewöhnliche private Funktelegramme, Funkgespräche und Funkfernschreiben; RCT-Funktelegramme
11. Seefunkbriefe

Jedenfalls hatten alle Nachrichten, die die Sicherheit des menschlichen Lebens auf See, zu Lande, in der Luft und im außeratmosphärischen Raum betreffen, sowie die außerordentlich dringenden Seuchennachrichten der Weltgesundheitsorganisation unbedingten Vorrang.

## Bedeutung des Mobilen Seefunkdienstes
Obwohl der Mobile Seefunkdienst in seiner Grundstruktur schon seit über hundert Jahren besteht und zahlreiche technische Verbesserungen und Ergänzungen zur Verfügung stehen, ist er nach wie vor ein wichtiges Kommunikationsmittel der internationalen Seefahrt. Durch die Einführung des Digital Selective Calling wird die traditionelle Abhörwache automatisiert.
Das auf UKW-Seefunkfrequenzen arbeitende automatische Identifizierungssystem AIS ist eine Navigationshilfe für Schiffe untereinander, um die über Radar mittels ARPA ermittelten Informationen für den Nautiker zu erweitern. Mit Ausnahme von Sport- oder Freizeitschiffen besteht für die meisten Seefahrzeuge eine AIS Ausrüstungspflicht.
Ein wichtiger Vorteil des Mobilen Seefunkdienstes ist die Unabhängigkeit. Zwei Seefunkstellen können uneingeschränkt miteinander in Kontakt treten. Des Weiteren ist keine Infrastruktur an Land oder auf See erforderlich, um eine Kommunikation zu ermöglichen, was im Gegensatz zur Telefonie mit Mobiltelefonen steht. So funktioniert der Mobile Seefunkdienst auch in Krisengebieten oder bei Naturkatastrophen.